# ダラーラ・BMS191
ダラーラ・BMS191 (Dallara BMS191) は、は、ジャンパオロ・ダラーラとナイジェル・クーパースワイトが設計したフォーミュラ1カー。BMSスクーデリア・イタリアチームが1991年のF1世界選手権で使用した。最高位はJ.J.レートがサンマリノグランプリで記録した3位である。
「BMS191」の他に「F191」、「191」と表記されることがある。

## 開発

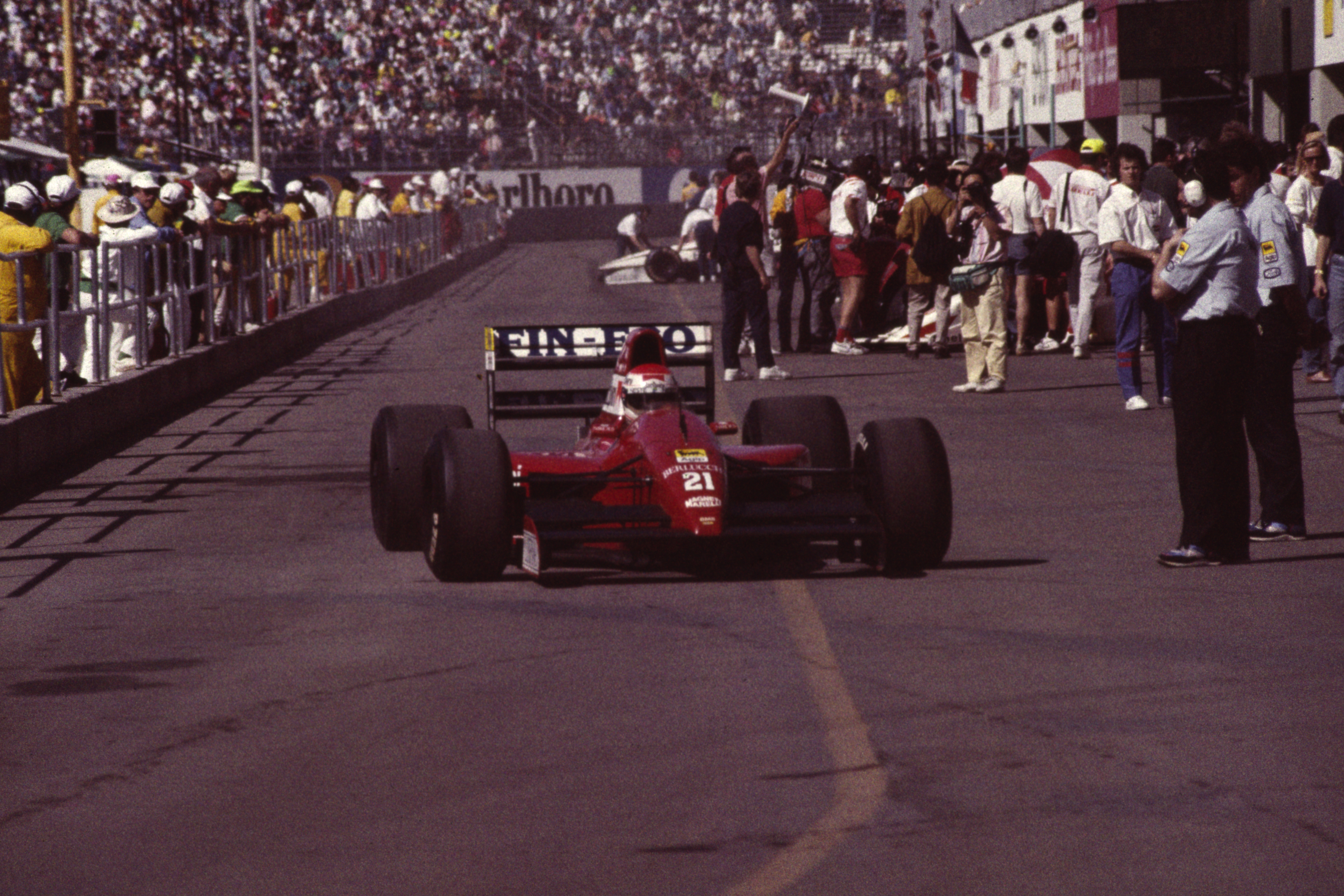
ピロがドライブするBMS191（1991年イタリアGP）

シャシー製作は引き続きダラーラが担当。BMS191は単なる前年モデルの発展型ではなく、全く新しく設計された車であった。前年までエンジンを搭載していたコスワースDFRに代わってジャッドが新型V10エンジンを独占供給した。この新たなエンジンはジョン・ジャッドの手によりチューニングされ、大きなパワーを発揮した。シーズン当初の出力は660馬力であったものが終盤になると700馬力以上を発揮していたが、ピロのマシンから出火するなど信頼性には難があった。タイヤはピレリを装着した。
ボディワークでは、前年のティレル・019が採用したハイノーズがトレンドとなっており、他チームの車両同様にやや上に持ち上げられた。ただし、フロントウィングはティレルの様に垂れ下がっておらず、ノーズと一緒に上昇している。なお、ダラーラのファクトリーではティレル・019のようなコルセアウィング型のモックアップも存在していた。
BMS191は、ダラーラのファクトリーが拡張工事中で使用できなかったため、ミラノのカーボンファイバー製作会社「モンフリーニ社」で製作された。フロントのプッシュロッドによるツインダンパーなどは前型を踏襲している。長身であるピロでも問題が生じないよう、コクピット入口のサイズは若干大きくする配慮がされた。ラジエーターの配置は前型とは逆V字となるような位置に改められ、V10となるジャッドエンジンの発熱対策がされた。リアサスペンションダンパーはミッションケースの上にV字型に配置された。
BMS191は1月9日にファクトリーのあるブレシアで発表会が行われ、ドライバーのエマニュエル・ピロ、J.J.レート、テストドライバーのアンドレア・モンテルミーニも出席して行われた。三日後の12日にフェラーリ所有のフィオラノ・サーキットでシェイクダウンが行われた。

## レース戦績
1991年シーズン、チームは昨年に引き続いて21号車にエマニュエル・ピロを起用した。一方アンドレア・デ・チェザリスに代わって22号車にJ.J.レートが起用されたが、レートはシーズン前のテストで幾度となくクラッシュした。チームは前シーズンにポイントを獲得できなかったため、シーズンの前半は予備予選に出走しなければならなかった。レートはサンマリノグランプリでチームの最高位となる3位を記録し、4ポイントを獲得したためドイツグランプリ以降は予備予選を免除された。予備予選はレートにとって壁では無かったが、ピロは3回予備予選落ちしている。決勝ではピロはマシントラブルも無く大半を完走したが、一方のレートは対照的に完走したのは5回のみであった。ピロの最高位はモナコでの6位で、1ポイントを獲得している。コンストラクターズもタイ記録である8位という成績を収めた。

## F1における全成績
(key) （太字はポールポジション）
| 年     | チーム           | エンジン        | タイヤ | No. | ドライバー | 1   | 2   | 3    | 4   | 5   | 6    | 7    | 8   | 9   | 10  | 11  | 12  | 13  | 14  | 15  | 16  | ポイント | 順位 |
| ------ | ---------------- | --------------- | ------ | --- | ---------- | --- | --- | ---- | --- | --- | ---- | ---- | --- | --- | --- | --- | --- | --- | --- | --- | --- | -------- | ---- |
| 1991年 | ダラーラ・BMS191 | ジャッド V10 GV | P      |     |            | USA | BRA | SMR  | MON | CAN | MEX  | FRA  | GBR | GER | HUN | BEL | ITA | POR | ESP | JPN | AUS | 5        | 8位  |
| 1991年 | ダラーラ・BMS191 | ジャッド V10 GV | P      | 21  | ピロ       | Ret | 11  | DNPQ | 6   | 9   | DNPQ | DNPQ | 10  | 10  | Ret | 8   | 10  | Ret | 15  | Ret | 7   | 5        | 8位  |
| 1991年 | ダラーラ・BMS191 | ジャッド V10 GV | P      | 22  | レート     | Ret | Ret | 3    | 11  | Ret | Ret  | Ret  | 13  | Ret | Ret | Ret | Ret | Ret | 8   | Ret | 12  | 5        | 8位  |

- コンストラクターズランキング8位
- ドライバーズランキング18位（エマニュエル・ピロ）予選最高位7位1回 決勝最高位6位1回
- ドライバーズランキング12位（J.J.レート）予選最高位10位1回 決勝最高位3位1回

## 参照
1. 1 2  Hodges, 2001, pp. 70-71
2. 1 2  Tremayne, 1991, pp. 64-65
3. ↑  スクーデリア・イタリア発表会　Racing On No.091 9頁1991年3月1日発行
4. ↑  DALLARA BMS191 JUDD　グランプリ・エクスプレス '91シーズンオフ号 27頁 山海堂 1991年2月8日発行